# Mollerusstraat 10 (Baarn)
De villa Mollerusstraat 10 is een gemeentelijk monument in de Mollerusstraat in Baarn in de provincie Utrecht.
Oorspronkelijk stonden er nog meer van ditzelfde type villa's in de Mollerusstraat, die genoemd is naar de burgemeester van Baarn tussen 1840-1909, burgemeester Mollerus.
Boven de deur is een balkon, in de dubbele toegangsdeur is siersmeedwerk geplaatst. In 1916 is de serre aangebouwd, met glas-in-lood in de bovenlichten. In het overstekende dak van de topgevel van deze villa met symmetrische plattegrond zijn schoren aangebracht.